# Џенива (Вашингтон)
Џенива (енгл. Geneva) насељено је место без административног статуса у америчкој савезној држави Вашингтон.

## Демографија
По попису из 2010. године број становника је 2.321, што је 64 (2,8%) становника више него 2000. године.
| Група             | 2000.         | 2010.         |
| Белци             | 2.127 (94,2%) | 2.087 (89,9%) |
| Афроамериканци    | 5 (0,2%)      | 21 (0,9%)     |
| Азијати           | 17 (0,8%)     | 44 (1,9%)     |
| Хиспаноамериканци | 57 (2,5%)     | 98 (4,2%)     |
| Укупно            | 2.257         | 2.321         |